# كريستوفر ا سيمز
ألبرت كريستوفر «كريس» سيمز (ولد في 21 أكتوبر 1942) هو عالم في الاقتصاد الكلي والاقتصاد القياسي . وهو حاليا بروفيسور هارولد هيلمز باء الاقتصاد والعلوم المصرفية في جامعة برينستون. بالمشاركة مع توماس سارجنت ، حصل على جائزة نوبل في العلوم الاقتصادية في عام 2011.

## اقرأ أيضًا
- توماس ج سارجنت

## روابط خارجية
- كريستوفر ا سيمز على موقع الموسوعة البريطانية (الإنجليزية)
- كريستوفر ا سيمز على موقع مونزينجر (الألمانية)
- كريستوفر ا سيمز على موقع إن إن دي بي (الإنجليزية)